# بوب وايت (لاعب هوكي الجليد)
بوب وايت (بالفرنسية: Robert White)‏ (و. 1935  م) هو لاعب هوكي الجليد كندي، ولد في ستارتفورد، أونتاريو، شارك في الألعاب الأولمبية الشتوية 1956.

## روابط خارجية
- بوب وايت على موقع EliteProspects.com (الإنجليزية)
- بوب وايت على موقع HockeyDB.com (الإنجليزية)
- بوب وايت على موقع أوليمبيديا (الإنجليزية)